# Dambach-la-Ville
Dambach-la-Ville 	es una localidad y comuna francesa, situada en el departamento del Bajo Rin en la región de Alsacia.
Dambach-la-Ville se encuentra en la región vinícola y turística de la ruta de los vinos de Alsacia y es uno de los centros de producción más importantes de la región. Según una tradición, el descubrimiento del cultivo de la vid se debe a un oso, leyenda que se encuentra reflejada en el escudo de armas de la villa.
El ayuntamiento de Dambach es un edificio del siglo XVI ejemplo de arquitectura tradicional con tejado escalonado, situado en la Place du Marché donde se encuentran otros edificios renacentistas.
La iglesia parroquial fue reconstruida en el siglo XIX contiene un mural ilustrando una variante de danza macabra llamada Dit des trois morts et des trois vifs.

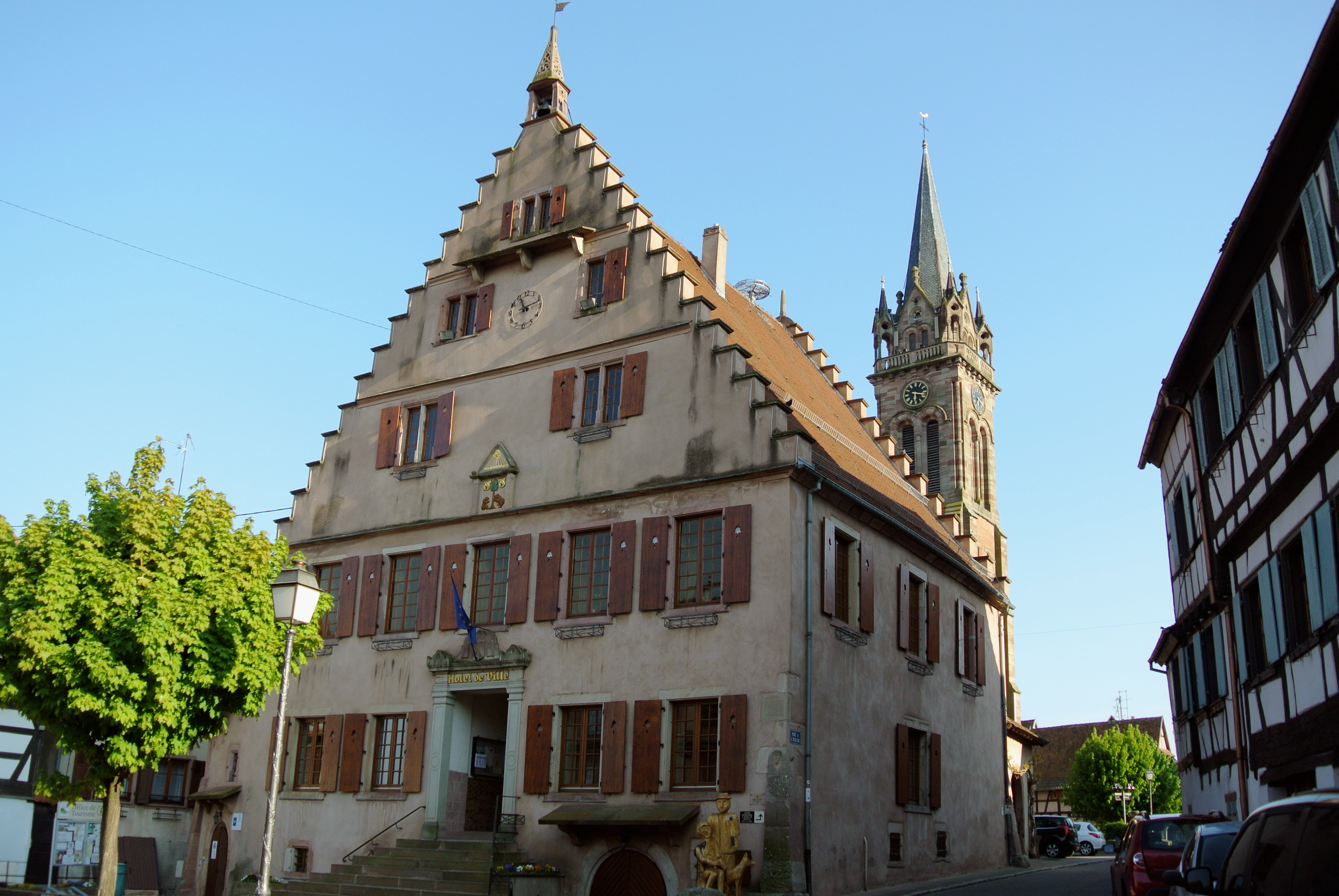
Ayuntamiento
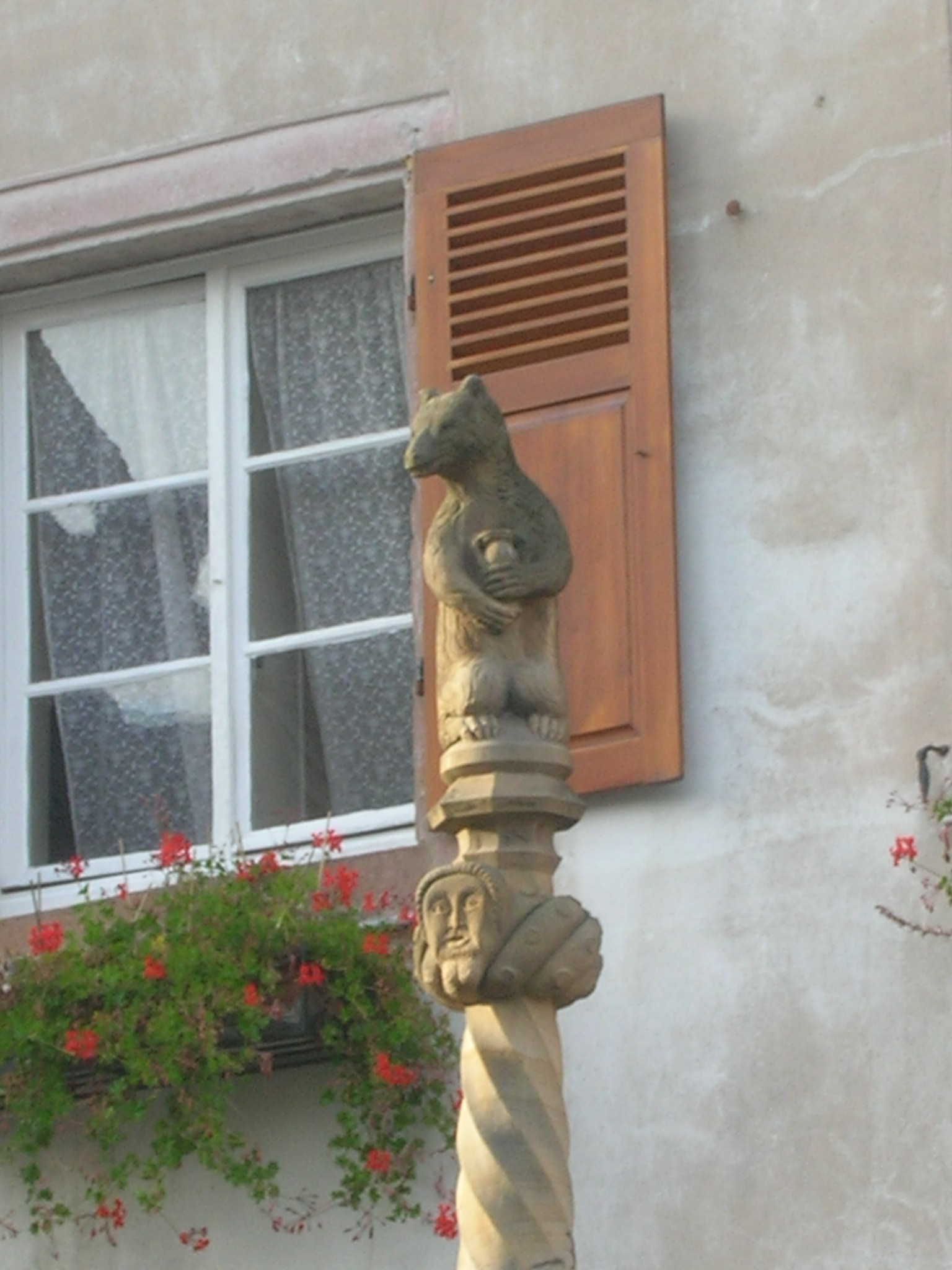
Imagen de la fuente de la Place du Marché de Dambach-la-Ville, evocando el episodio del oso y la vid.

- Datos: Q317287
- Multimedia: Dambach-la-Ville / Q317287

1. ↑  Worldpostalcodes.org, código postal n.º 67650.
2. ↑  INSEE, Datos de población para el año 2012 de Dambach-la-Ville (en francés).